# Acclaimed Music
Acclaimed Music é um site criado por Henrik Franzon, um estatístico de Estocolmo, Suécia em setembro de 2001. Franzon há agregado estatisticamente centenas de listas publicadas por críticos que classificam canções e álbuns por classificações por ano, décadas e de todos os tempos. As listas enviadas por leitores de revistas e sites web são excluádas do agregação. O autor Michaelangelo Matos escreve "os métodos de Franzon são imperfeitas, porém como indicadores do atração crítico global, é difícil encontrar melhor."
De acordo com as listas agregadas mais recentes do site, Pet Sounds dos Beach Boys é o mais aclamado álbun de todos os tempos, e Like a Rolling Stone de Bob Dylan a mais aclamada canção. Também de acordo com o site, os Beatles são o grupo mais aclamado, Bob Dylan o artista solo mais aclamado, e Madonna a artista mais aclamada.